# Izobata
Izobate (grč. ἴσος: jednak, βάθος: dubina) su krivulje koje na kartama spajaju mjesta jednake dubine mora, rijeke ili jezera. Također se pojam izobata koristi i na geološkim kartama, na primjer u slučajevima kada se prikazuje relativna dubina stijenske ili slojne plohe. 

## Izolinije
Izolinije su linije ili crte na grafičkom prikazu koje spajaju točke jednakih ili pretpostavljeno jednakih iznosa neke mjerne veličine, na primjer tlaka (izobare), dubine vode (izobate), jakosti Zemljina magnetskoga polja (izodiname), rasvjete (izofote), magnetske deklinacije (izogone), slanosti mora i oceana (izohaline), relativne vlažnosti zraka (izohigre), količine oborina (izohijete), nadmorske visine (izohipse), obujma ili volumena (izohore), magnetske inklinacije (izokline), istodobnoga nastupa pojava (izokrone), elemenata Zemaljskoga magnetizma (izomagnetične linije), količine naoblake (izonefe), gustoće (izopikne), brzine strujanja (izotahe), temperature (izoterme), brzine vjetra (izovele). Prvu kartu s izolinijama, s izogonama, iscrtao je E. Halley 1701.